# NK Kamen Podbablje
NK Kamen  nogometni je  klub iz mjesta Ivanbegovina općina Podbablje – 10 km jugozapadno od Imotskog. Klub pored seniorske momčadi ima i 7 kategorija i to mlađe početnike, početnike, mlađe pionire, pionire, kadete i juniore, a u sezoni 2018./2019. oformljena je i ženska nogometna ekipa. Klub ima i momčad veterana.
U sezoni 2020./21. se natječe u 3. HNL – Jug.

## Povijest
Klub je osnovan 17. lipnja 1977. godine na osnivačkoj skupštini u OŠ Tin Ujević u Krivodolu. Klub su osnovali nogometni entuzijasti iz Ivanbegovine, Poljica, Krivodola i Grubina. Ime kluba je nastalo po tome što sva ta mjesta gravitiraju klubu, a nalaze se u brdskom području imotske krajine s dosta krša i kamena. Prvo sjedište kluba bio je Krivodol, a prvi predsjednik Anđelko Gudelj Velaga. Prvu službenu utakmicu klub je odigrao u Prološcu 15. rujna 1977. g.s NK Borac (sadašnje Glavice) i poražen je 0:1. Prvi gol za Kamen postigao je kapetan Ante Kujundžić "Pajdo" 29. rujna 1977. na utakmici s NK Mladost Koprivno (1:2). Izgradnjom vlastitog igrališta, u mjestu Ivanbegovina 1982., klub mijenja sjedište u Ivanbegovini.
NK Kamen je 5. puta bio prvak u ligama u kojima je nastupao, te je dva puta (2011. i 2013.) bio pobjednik memorijalnog turnira "Zdravko Uvodić" na Klisu u organizaciji NK Uskok. 
Sezone 1985./86. NK Kamen je prvak je Općinske lige Split. 1989./90. prvak je splitske nogometne lige. 1999./00. prvak je 2. ŽNL Splitsko-dalmatinske. 2008./09. prvak je 1. ŽNL Splitsko-dalmatinske. 2009./10. i 2010./11. viceprvak je 4. HNL – Jug podskupina B. 2011./12. NK Kamen je prvak 4. HNL – Jug podskupina B, te je iste sezone bio pobjednik kvalifikacija za ulazak u 3. HNL – Jug.
U kvalifikacijama igranim na neutralnom terenu u Hrvacama pobijedio je prvaka 4. HNL podskupina C NK Župa dubrovačku s 4:0 a potom golom Dalibora Biloša i prvaka podskupine "A" NK Krku iz Lozovca s 1:0.
Time je pod trenerskom palicom Dragutina Ćelića bivšeg igrača Hajduka i hrvatske reprezentacije, ostvaren najveći klupski uspjeh, plasman u 3. HNL – Jug gdje se klub i danas natječe.
NK Kamen je jedini sportski klub na području sadašnje općine Podbablje, a pored seniorske ekipe, u stalnim natjecanjima ima mlađe pionire, pionire, kadete, juniore i veterane.
Trenutačno se natječe u 3. HNL – Jug.
U sezoni 2017./2018. skupština kluba je za novog predsjednika izabrala gospodina Tomislava Livajića, a za trenera je nadzorni odbor izabrao gospodina Marija Kujundžića, dugogodišnje kapetana NK Imotskog i osvajača Hrvatskog kupa s juniorima NK Imotski.
U spomenutoj sezoni, juniori i Mlađi pioniri izborili su ulazak u 1. NL gdje se i danas natječu. NK Kamen Podbablje trenutno ima najbrojniji sportski kolektiv na području Imotske krajine zahvaljujući predanom radu svih zaposlenika kluba. U sezoni 2018./19. oformljen je ženski nogometni sastav, a uz njih, formirana je regionalna liga za kategorije U-9 i U-11. Zbog velikog broja igrača, uređen je pomoćni teren s umjetnom travom te osvjetljen.
Na redovnoj skupštini kluba održanoj u prosincu 2018., izabrana su nova tijela kluba. Za predsjednika kluba izabran je Tihomir Kujundžić "Barba" dok je za direktora kluba izabran Marin Kujundžić. Funkciju dopredsjednika kluba preuzeli su Tomislav Livajić i Ivan Žužul "Linćo". U sezoni 2018./2019. NK Kamen je natjecanje završio na 5. mjestu 3. HNL – Jug. Najbolji strijelac kluba bio je Marin Jonjić "Pače" dok je u momčad sezone 3. HNL – Jug ušao igrač kamena Branimir Kujundžić.
U lipnju 2019. na izvanrednoj izbornoj skupštini za predsjednika kluba ponovno je izabran gospodin Tomislav Livajić dok su za dva dopredsjednika izabrani Ivan Karin i Ante Žužul. Na mjesto direktora kluba, izvršni odbor je imenovao Matu Kujundžića. Isto tijelo je za trenera prve momčadi ustoličilo Dalibora Mandarića.

## Poznate osobe
- Stjepan Ujević (1959. – 2020.), dugogodišnji nogometni djelatnik, delegat i športski novinar,  trener, tajnik i predsjednik skupštine Kamena, legendaran po najavama utakmica[3] športski komentator na Radio Imotskome, pisao i za Sportske novosti te Slobodnu Dalmaciju[4]
- Mislav Karoglan